# 玉山鉄二
玉山 鉄二（たまやま てつじ、1980年〈昭和55年〉4月7日 - ）は、日本の俳優。京都府京都市伏見区出身。メリーゴーランド所属。

## 略歴
京都府立西城陽高等学校在学中に雑誌のモデル募集に応募し、オーディションなどを経て芸能界入り。
1999年6月、テレビドラマ『ナオミ』で俳優デビュー。
2001年、スーパー戦隊シリーズ『百獣戦隊ガオレンジャー』にて、大神月麿 / ガオシルバー役で出演。
2002年から2008年まで、P&G衣料用洗剤「ボールド」のCMに出演。
2005年、映画『逆境ナイン』で不屈闘志役として初主演を果たす。
2007年、『牛に願いを Love&Farm』で連続ドラマ初主演。
2010年、第33回日本アカデミー賞優秀助演男優賞を受賞。
2014年9月末、連続テレビ小説『マッサン』で連続テレビ小説初出演かつ初主演。男性の俳優が主演をつとめる作品は、『走らんか!』の三国一夫以来19年ぶりとなる。
2016年、第40回エランドール賞新人賞を受賞。
2018年、『西郷どん』で木戸孝允役として出演。大河ドラマへの出演は3作目となる。

## 人物
- 数多くのドラマ・映画でクールな二枚目から、朴とつな田舎青年といったイメージの役柄が多い[3]。
- 2006年にソウルで開催されたメガボックス日本映画祭に出席し、父親が韓国人であることを明かした。彼は「機会があれば韓国で活動したい」と話すなど、日本と韓国の映画界の橋渡しの役割を担っていく意向も語っている[4]。
- 2012年2月14日に一般人女性と結婚[5]。同年8月8日に第1子男児が誕生した[6]。2016年10月に妻の第2子妊娠が報じられ、所属事務所が認めた[7]。

## 受賞歴
- 2009年度 第33回日本アカデミー賞 優秀助演男優賞（『ハゲタカ』）[8]
- 2016年 第40回エランドール賞 新人賞[9]

## 出演

### テレビドラマ
- ナオミ 第9話（1999年、フジテレビ）
- 天国のKiss 第6・8話（1999年、テレビ朝日） - 工藤雅史 役
- 美しい人 第5話（1999年、TBS）
- Summer Snow 第6・7話（2000年、TBS）
- 百獣戦隊ガオレンジャー（2001年7月15日 - 2002年2月10日、テレビ朝日） - 大神月麿 / ガオシルバー 役
- パートタイム探偵第1作（2002年） ‐ 一ノ瀬修司 役
- 真夜中は別の顔（2002年、NHK） - 佐々木尚志 役
- 27時間テレビスペシャルドラマ「東京物語」（2002年、フジテレビ系） - 平山昌二 役（友情出演） ※亡くなった夫役のため遺影のみでの出演
- 薔薇の十字架（2002年、フジテレビ） - 神谷恭介 役
- メッセージ〜言葉が裏切っていく〜（2003年、読売テレビ・日本テレビ） - 藤枝亮 役
- 東京ラブ・シネマ（2003年、フジテレビ） - 日向瑛二 役
- フジ子・ヘミングの軌跡（2003年、フジテレビ） - 高野 役
- ハコイリムスメ!（2003年、関西テレビ・フジテレビ） - 小泉純平 役
- 離婚弁護士シリーズ（フジテレビ） - 本多大介 役
  - 離婚弁護士（2004年）
  - 離婚弁護士新春スペシャル（2005年）
  - 離婚弁護士II〜ハンサムウーマン〜（2005年）
- 農家のヨメになりたい（2004年、NHK） - 清和希望 役
- 君が想い出になる前に（2004年、フジテレビ） - 結城和也 役
- 星野仙一物語 〜亡き妻へ贈る言葉（2005年、TBS） - 佐々木一彦 役（友情出演）
- ディビジョン1 stage5 『2H』（2004年8月2日 - 2004年8月23日、フジテレビ） - 鹿間聡 役
- 広島 昭和20年8月6日（2005年、TBS） - 大原靖秀 役
- ずっと逢いたかった（2005年、フジテレビ） - 鳴海勝一 役
- ブラザー☆ビート（2005年、TBS） - 桜井達也 役
- 誰よりもママを愛す（2006年、TBS） - 嘉門明 役
- 僕たちの戦争（2006年、TBS） - 鴨志田祐司 役
- 真夜中のマーチ（2007年、WOWOW） - 主演・横山健司 役
- 牛に願いを Love&Farm（2007年、フジテレビ） - 主演・高清水高志 役
- 薔薇のない花屋（2008年、フジテレビ） - 神山舜 役
- ワイルドライフ〜国境なき獣医師団R.E.D.〜（2008年、NHK） - 陵刀司 役
- NHK広島開局80年ドラマ「帽子」（2008年、NHK） - 河原吾郎 役
- プリズナー（2008年、WOWOW） - 主演・井沢圭吾 役
- 大河ドラマ（NHK）
  - 天地人（2009年） - 上杉景虎 役
  - 八重の桜（2013年） - 山川大蔵 役
  - 西郷どん（2018年） - 桂小五郎 / 木戸孝允 役
  - どうする家康（2023年） - 大野治長 役[10]
- BOSSシリーズ（フジテレビ） - 片桐琢磨 役
  - BOSS 1stシーズン（2009年）
  - BOSS 2ndシーズン（2011年）
- 横山秀夫サスペンス・第三夜 自伝（2010年3月28日、WOWOW） - 只野正幸 役
- わが家の歴史（2010年4月9日 - 11日、フジテレビ） - 大浦竜伍 役
- 素直になれなくて（2010年、フジテレビ） - 市原薫 役
- さよなら、アルマ（2010年12月18日、NHK） - 有川直哉 役
- 忠臣蔵〜その男、大石内蔵助（2010年12月25日、テレビ朝日） - 浅野内匠頭 役
- 幸せになろうよ 第7話（2011年5月30日、フジテレビ） - 片桐琢磨 役（BOSSとのコラボ）
- 造花の蜜（2011年、WOWOW） - 川田直樹 役
- カエルの王女さま（2012年、フジテレビ） - 乾一希 役
- 尾根のかなたに〜父と息子の日航機墜落事故〜（2012年、WOWOW） - 上杉弘樹 役
- 母。わが子へ（2013年3月31日、毎日放送・TBS） - 門間拓海 役
- 2夜連続スペシャルドラマ 女信長（2013年、フジテレビ） - 浅井長政 役
- 二十四の瞳（2013年、テレビ朝日） - 大石三郎 役
- LINK（2013年、WOWOW） - 高島昭一 役
- 連続テレビ小説 マッサン（2014年9月29日 - 2015年3月28日、NHK）- 主演・亀山政春 役
- 金曜プレミアムスペシャルドラマ 私という名の変奏曲（2015年10月2日、フジテレビ） - 岡部計三 役
- 連続ドラマW 誤断（2015年11月22日 - 12月27日、WOWOW） - 主演・槙田高弘 役[11]
- 素敵な選TAXIスペシャル〜湯けむり連続選択肢〜（2016年4月5日、関西テレビ） - 駒谷丈 役[12]
- そして、誰もいなくなった（2016年7月17日 - 9月11日、日本テレビ） - 小山内保 役[13]
- 東海テレビ×WOWOW 共同製作連続ドラマ 犯罪症候群（2017年）[14]
  - Season1（2017年4月8日 - 5月27日、東海テレビ・フジテレビ系） - 主演・武藤隆 役
  - Season2（2017年6月11日 - 7月2日、WOWOW） - 武藤隆 役
- 奥様は、取り扱い注意（2017年10月4日 - 12月6日、日本テレビ） - 横溝健
- バカボンのパパよりバカなパパ[15][16]（2018年6月30日 - 7月28日、NHK） - 主演・赤塚不二夫 役
- トップリーグ（2019年10月5日 - 11月9日、WOWOWプライム） - 主演・松岡直樹 役[17]
- 宮崎発地域ドラマ「ひなたの佐和ちゃん、波に乗る!」（2019年9月11日、NHK BSプレミアム） - 中村卓 役[18]
- 風の向こうへ駆け抜けろ（2021年12月18日・25日、NHK総合） - 芦原一樹 役[19]
- 君と世界が終わる日に 特別編（2022年2月25日、日本テレビ） - ワンティーティ 役[20][21]
- 星新一の不思議な不思議な短編ドラマ『鍵』（2022年7月26日、NHK BS4K・BSプレミアム）- 主演[22]
- シャイロックの子供たち（2022年10月9日 - 11月6日、WOWOW） - 坂井寛 役[23]
- 合理的にあり得ない〜探偵・上水流涼子の解明〜 最終話（2023年6月26日、関西テレビ・フジテレビ） - 警備員 役[24]
- CODE-願いの代償- 第3話 - 最終話（2023年7月16日 - 9月3日、読売テレビ・日本テレビ） - 市川省吾 役[25]
- さよならマエストロ〜父と私のアパッシオナート〜（2024年1月14日 - 3月17日、TBS） - 古谷悟史 役[26]
- 笑うマトリョーシカ（2024年6月28日 - 9月6日、TBS） - 鈴木俊哉 役[27][28]
- ハスリンボーイ（2024年11月1日 - 12月20日、WOWOW） - 九条 役[29]
- 花のれん（2025年3月8日、テレビ朝日） - 春団治 役[30]
- スティンガース 警視庁おとり捜査検証室（2025年7月22日 - 、フジテレビ） - 西条巧 役[31]

### 配信ドラマ
- 野武士のグルメ（2017年3月17日全話配信、Netflix） - 野武士 役[32]
- 雨が降ると君は優しい（2017年9月16日配信開始、Hulu） - 主演・立木信夫 役[33]
- Jimmy〜アホみたいなホンマの話〜（2018年、Netflix） - 主演・明石家さんま 役（中尾明慶とW主演）[34]
- 全裸監督（2019年8月8日全話配信、Netflix） - 川田研二 役[35]
- 全裸監督2（2021年6月24日全話配信、Netflix） - 川田研二 役
- 君と世界が終わる日に Season3（2022年2月25日配信開始、Hulu） - ワンティーティ 役[36]
- 終わらせる者（全10話）（2022年9月22日配信開始、LINE NEWS VISION） - 主演・清水拓也 役

### テレビアニメ
- アニ×パラ〜あなたのヒーローは誰ですか〜 episode5 車いすラグビー（NHK） - 主演・上杉陸 役[37]

### 映画
- 劇場版 百獣戦隊ガオレンジャー 火の山、吼える（2001年） - 大神月麿 / ガオシルバー 役
- サムライガール21（2001年） - 浩介 役
- 恋に唄えば♪（2002年） - サトル 役
- ROCKERS（2003年） - 桜井 役
- EIKO（2004年） - 戸田雅弘 役
- CASSHERN（2004年） - 関口 役
- 天国の本屋〜恋火（2004年） - 町山健太 役
- 恋文日和「イカルスの恋人たち」（2004年） - 康一 役
- 逆境ナイン（2005年） - 主演・不屈闘志 役
- NANA（2005年） - 一ノ瀬巧 役
- 絶対恐怖 Pray プレイ（2005年） - 主演・ミツル 役
- 絶対恐怖 Booth ブース（2005年） - 通行人 役 （特別出演）
- カミュなんて知らない（2006年） - 西浦博 役（友情出演）
- チェケラッチョ!!（2006年） - 多良間涼太 役
- 手紙（2006年） - 武島剛志 役
- NANA 2（2006年） - 一ノ瀬巧 役
- Presents〜合い鍵〜（2006年） - 主演・博明 役
- フリージア（2007年） - 主演・叶ヒロシ 役
- 銀色のシーズン（2008年） - 小鳩祐治 役
- チーム・バチスタの栄光（2008年） - 酒井利樹 役
- カフーを待ちわびて（2009年） - 主演・友寄明青 役
- ジェネラル・ルージュの凱旋（2009年） - 酒井利樹 役
- GOEMON（2009年） - 又八 役
- ハゲタカ（2009年） - 劉一華 役
- ノルウェイの森（2010年） - 永沢 役
- シーサイドモーテル（2010年）- 相田敏夫 役
- 死刑台のエレベーター（2010年）- 赤城邦衛 役
- 阪急電車 片道15分の奇跡（2011年） - 遠山竜太 役
- 星守る犬（2011年）- 奥津京介 役[38]
- 莫逆家族-バクギャクファミーリア-（2012年） - 川崎浩介 役
- 綱引いちゃった!（2012年） - 熊田公雄 役
- 陽だまりの彼女（2013年） - 新藤春樹 役
- ジャッジ!（2014年） - 竜也 役
- ルパン三世（2014年） - 次元大介 役
- 亜人（2017年） - 戸崎優 役[39]
- 東京アディオス（2019年10月11日）
- good people（2019年12月7日）※2014年にHOLLYWOOD FILM FESTIVALで上映された「pancakes」を題名を変え再上映
- 今はちょっと、ついてないだけ（2022年4月8日） - 主演・立花浩樹 役[40]
- 劇場版TOKYO MER〜走る緊急救命室〜南海ミッション（2025年8月1日） - 麦生伸 役[41]

### 配信映画
- 次元大介（2023年10月13日、Amazon Prime Video） - 主演・次元大介 役[42]

### オリジナルビデオ
- 美悪の華 Vol.1 - 3（2001年） - 主演・氷室聖人 役
- スーパー戦隊シリーズ
  - 百獣戦隊ガオレンジャー スーパービデオ 対決!ガオレンジャーVSガオシルバー 炎のピヨちゃんたんじょう!（2001年、講談社） - 大神月麿 / ガオシルバー 役
  - 忍風戦隊ハリケンジャーVSガオレンジャー（2003年、東映） - 大神月麿 / ガオシルバー 役

### 舞台
- エジソン郡の橋 〜天才発明家裏電説〜 （2002年1月、TBS主催）

### CM
- 明治製菓 - 『チョコレート』（2000年）
- バンダイ - 『ガオシルバー変身シリーズ』（2001年）
- P&G - 『ボールド』（2002年 - 2008年8月）
- カゴメ - 『野菜生活』（2003年）
- 参天製薬 - 『サンテFXネオ』（2003年）
- ECC
  - 『ECCジュニア』（2003年）
  - 『ECCウェブレッスン』（2003年）
- 江崎グリコ - 『ZACS』（2004年）
- エースコック - 『はるさめヌードル』（2005年）
- パルコグランバザール（2005年）※塚本高史と共演
- サントリー
  - カロリ。（2005年） ※優香と共演
  - 黒烏龍茶「糖避けて、脂避けない」篇（2020年2月17日 - ）[43]※黒島結菜と共演
  - 自分防衛団（2020年 - 2023年）
- トヨタ自動車「ラクティス」×牛に願いを Love&FarmコラボCM（2007年）
- ユニクロ - 『Premium Down』（2007年11月）
- 薩摩酒造 - 『さつま白波・黒白波』（2008年1月）
- UHA味覚糖 - 『e-maのど飴』（2008年2月）
- カシオ計算機 - 『au W62CA』（2008年7月）
- スポーツ振興センター - 『BIG』（2010年2月） ※森三中と共演
- 富士重工業 - 『スバル・トレジア』「気分はトム・クルーズ」（2010年12月）
- ロッテ - 『ACUO POWDER』（2011年5月）[44]
- JT - 『Roots』「デビュー」篇 / 「鳶のジョー」篇（2011年9月）[45]
- 大和ハウス工業 - 「その明かり」篇（2011年11月）[46]
- ハウスウェルネスフーズ - 『SAMURIDE』（2014年）[47]
- ダイハツ工業 - 『ウェイク』（2014年 - 2019年）[48] ※中島広稀と共演
- 日本ケンタッキー・フライド・チキン - 「国内産」篇 / |「11スパイス」篇 / 「プレミアムフィレサンド」篇 / 「レッドホットチキンの流儀」篇 (15") / 「カーネリングポテト」篇(15") / 「謎の男」篇(15") / 「漁港」篇(15") / 「すれ違い」篇 (30") / 「パーティバーレル 早期予約特典」篇(15") / 「冬は辛旨」篇（玉山店長として登場）[49]（2015年3月25日 - 2016年3月3日）
- ニッカウヰスキー - 『ブラックニッカ ディープブレンド』[50]

（2015年5月 - ） / 『ブラックニッカ クリア』ほか
（2015年10月 - ）。何れもweb及び店頭のみの展開。
- 日本経済新聞 - 課長田中電子版 (2015年10月-)[52]
- みずほフィナンシャルグループ - 「話しやすそうなんだもん。」篇(みずほ証券) / 「そばにある。」篇(みずほフィナンシャルグループ)（2015年11月 - ）[53]※鈴木亮平、福士蒼汰と共演
- 東京都「TEAM BEYOND」「TEAM BEYOND メンバー募集編type1」「TEAM BEYOND メンバー募集編type2」（2016年11月30日 - ）[54]
- DeNA - 逆転オセロニア（2017年11月）
- スクウェア・エニックス - 『ファイナルファンタジーVII リメイク』（2019年11月3日-4月）[55]
- ライテック‐『NICOLESS』(2024年9月-2025年2月)

### PV
- スガシカオ「June」（2004年）
- NAOMI YOSHIMURA「21month」（2006年）
- REIRA starring Yuna Ito「Truth」（2006年） - 一瀬巧 役
- SOULHEAD「キミノキセキ… / いつまでも...」（2006年）
- SBK「white sonata no.8 featuring PES」（2008年）
- TAKEO KIKUCHI「30th ANNIVERSARY」（2014年10月）[56]
- 野球・ソフトボール3団体合同会議『野球・ソフトボールを東京オリンピック正式種目に！』PR映像「第2弾」（2015年8月）[57]

### DVD
- 「時間の国のアリス」&「素顔の国のアリス」（2002年11月2日）

## 書籍

### 写真集
- Fe2（2002年、角川書店：ISBN 978-4048535601）

### その他
- レスリー・キー写真集「Super Stars」（2006年）に参加
- レスリー・キー写真集「SUPER TOKYO」（2010年）に参加